# Teun Bijleveld
Teun Bijleveld (Amstelveen, 27 maggio 1998) è un calciatore olandese, centrocampista dell'Almere City.

## Caratteristiche tecniche
È un centrocampista centrale.

## Carriera

### Club
Cresciuto nel settore giovanile dell'AZ Alkmaar, ha esordito con la seconda squadra del club di Alkmaar l'8 marzo 2017 disputando l'incontro di Tweede Divisie vinto 1-0 contro l'AFC.
Nel 2017 è stato acquistato dall'Ajax che lo ha aggregato alla seconda squadra.
Il 21 giugno 2019 è stato ceduto a titolo definitivo all'Heracles Almelo.
Il 7 luglio 2021 viene acquistato dall'Emmen.
Il 30 agosto 2022 viene acquistato dal Roda JC.
Il 16 luglio 2024 firma un contratto biennale con la Triestina, in Serie C.

### Nazionale
Ha giocato nelle nazionali giovanili olandesi Under-17 ed Under-19.

## Statistiche

### Presenze e reti nei club
Statistiche aggiornate al 25 aprile 2025.
| Stagione         | Squadra          | Campionato       | Campionato | Campionato | Coppe nazionali | Coppe nazionali | Coppe nazionali | Coppe continentali | Coppe continentali | Coppe continentali | Altre coppe | Altre coppe | Altre coppe | Totale | Totale | Totale |
| Stagione         | Squadra          | Comp             | Pres       | Reti       | Comp            | Pres            | Reti            | Comp               | Pres               | Reti               | Comp        | Pres        | Reti        | Pres   | Reti   |        |
| ---------------- | ---------------- | ---------------- | ---------- | ---------- | --------------- | --------------- | --------------- | ------------------ | ------------------ | ------------------ | ----------- | ----------- | ----------- | ------ | ------ | ------ |
| 2016-2017        | Jong AZ Alkmaar  | 2D               | 5          | 0          |                 | -               | -               |                    | -                  | -                  |             | -           | -           | 5      | 0      |        |
| 2017-2018        | Jong Ajax        | 1D               | 29         | 2          |                 | -               | -               |                    | -                  | -                  |             | -           | -           | 29     | 2      |        |
| 2018-2019        | Jong Ajax        | 1D               | 26         | 2          |                 | -               | -               |                    | -                  | -                  |             | -           | -           | 26     | 2      |        |
| Totale Jong Ajax | Totale Jong Ajax | Totale Jong Ajax | 55         | 4          |                 | -               | -               |                    | -                  | -                  |             | -           | -           | 55     | 4      |        |
| 2019-2020        | Heracles Almelo  | ED               | 3          | 0          | CO              | 0               | 0               |                    | -                  | -                  |             | -           | -           | 3      | 0      |        |
| 2024-2025        | Triestina        | C                | 17         | 1          | CI-C            | 1               | 0               | -                  | -                  | -                  | -           | -           | -           | 18     | 1      |        |
| Totale carriera  | Totale carriera  | Totale carriera  | 80         | 5          |                 | 1               | 0               |                    | -                  | -                  |             | -           | -           | 81     | 5      |        |

## Palmarès

### Club

#### Competizioni nazionali
- Eerste Divisie: 2

Jong Ajax: 2017-2018
Emmen: 2021-2022